# Pablo Pineda Villalobos
Pablo Pineda Villalobos fue un militar mexicano que participó en la Revolución mexicana. Nació en Juchitlán, Oaxaca, el 15 de enero de 1867. De 1911 a 1912 fue la principal autoridad de su pueblo natal. Fue importantísima su intervención durante la Rebelón "Chemogista", ya que apoyó al Ejército Federal, pudiendo así restablecer el orden. Apoyó la Revolución mexicana y formó un batallón con vecinos de su pueblo natal. Reconoció el Plan de Agua Prieta en 1920. Alcanzó el grado de general de brigada en 1924. Muere en Colima, siendo atropellado al ir por su hijo a la escuela.